# 罗兰·科斯图尔斯基
罗兰·科斯图尔斯基（德語：Roland Kostulski，1953年6月13日—），德国男子赛艇运动员。他曾代表东德参加1976年夏季奥林匹克运动会赛艇比赛，获得男子八人单桨有舵手金牌。